# Накамото, Кэнтаро
Кэнтаро Накамото (р.1982) — японский легкоатлет, который специализируется в беге на длинные дистанции. На олимпийских играх 2012 года занял 6-е место в марафоне с результатом 2:11.16. Занял 10-е место в марафоне на чемпионате мира 2011 года.
Занял 7-е место на полумарафоне Маругаме 2009 года с личным рекордом 1:02.29. Занял 5-е место в марафоне на чемпионате мира 2013 года в Москве, показав результат 2:10.50.
Личный рекорд в марафоне — 2:08.35.